# Henry Berthélemy
Pour les articles homonymes, voir Berthélemy.
Louis Jean Baptiste Henry Berthélemy, né le 3 décembre 1857 à Oucques (Loir-et-Cher) et mort le 4 septembre 1943, est un jurisconsulte français.

## Biographie
D'abord professeur de droit à Lyon, en 1884, il multiplia dans cette ville les œuvres de relèvement moral. Il devint en 1892 adjoint au maire de Lyon, et organisa la collaboration de la bienfaisance privée et de l'assistance publique.
Il est nommé en 1896 professeur de droit administratif à l'université de Paris.
Il a continué à exercer à Paris son activité philanthropique. Président de plusieurs sociétés savantes, membre de l'Académie des sciences morales et politiques en 1919, il a été élu doyen de la Faculté de droit de Paris le 16 novembre 1922.
Il est suspendu temporairement en tant que doyen de la Faculté par le ministre de l'Instruction publique radical François Albert en mars 1925 lors de l'affaire Scelle.

## Distinctions
- Commandeur de la Légion d'honneur (1930).